# August Mortelmans
August Mortelmans, né en avril 1901 ou 1904 à Kerkom et mort le 8 octobre 1985 à Lierre, est un coureur cycliste belge. Professionnel de 1925 à 1935, il a notamment remporter le championnat de Belgique sur route en 1927.

## Palmarès
- 1922
  - 2e de Bruxelles-Luxembourg-Mondorf
- 1923
  - 2e de Munich-Zurich
- 1924
  - 2e étape du Tour de Belgique indépendants
  - Bruxelles-Liège
  - 2e de Binche-Tournai-Binche
- 1925
  - 2e de Paris-Tours
- 1927
  -  Champion de Belgique sur route
- 1928
  - 2e du Tour des Flandres
  - 3e de Bruxelles-Paris (Leopold Matton ex aequo)
- 1929
  - 3e de Bruxelles-Paris